# Salvatore Pappalardo (1945)
Salvatore Pappalardo (Nicolosi, 18 maart 1945) is een Italiaans geestelijke en een aartsbisschop van de Rooms-Katholieke Kerk.
Pappalardo ontving de priesterwijding op 30 juni 1968.
Op 5 februari 1998 werd Pappalardo benoemd tot bisschop van Nicosia. Op 5 maart 1998 werd hij door de aartsbisschop van Catania, Luigi Bommarito, tot bisschop gewijd. Medeconsecratoren waren de aartsbisschop van Syracuse, Giuseppe Costanzo, en de apostolisch nuntius in Brazilië, Alfio Rapisarda.
Op 12 september 2008 werd Pappalardo benoemd tot aartsbisschop van Syracuse. In de Siciliaanse bisschoppenconferentie was Pappalardo gedelegeerde voor de liturgie.
Pappalardo ging op 24 juli 2020 met emeritaat.
- Gemeinsame Normdatei: 14051760X
- Istituto Centrale per il Catalogo Unico: PALV073050
- Virtual International Authority File: 107206440